# Oodaaq
Oodaaq ou Oodap Qeqert é um banco de saibro no nordeste de Gronelândia, considerado por alguns como o ponto em terra firme mais setentrional da Terra. 

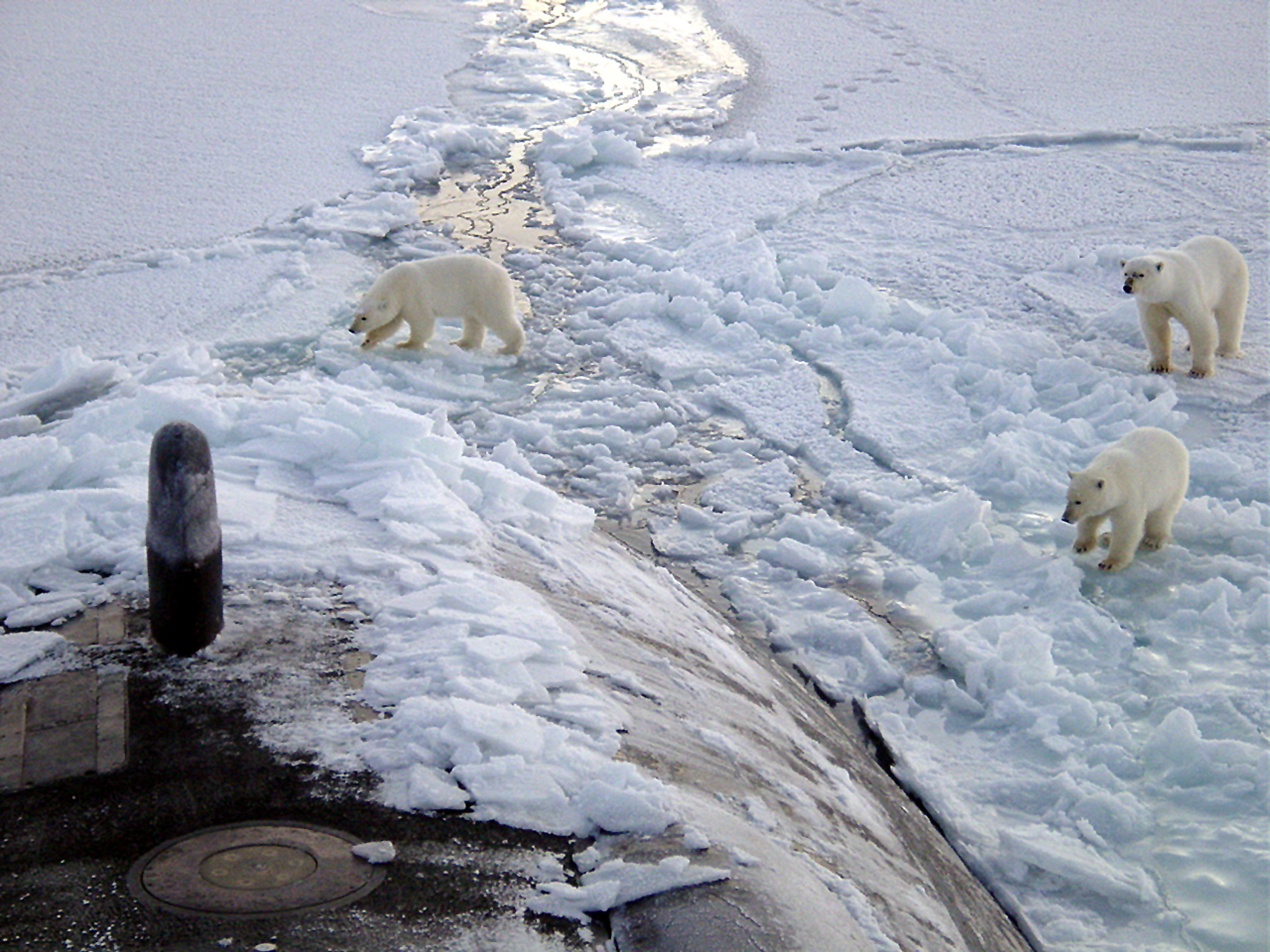
Ursos Polares durante a metade do verão em Oodaaq

Oodaaq está a 83° 40′ N, 30° 40′ O, apenas 705 km a sul do Polo Norte e 1360 m a norte da Ilha de Kaffeklubben, estando perto da ponta nordeste da Gronelândia. Mede apenas cerca de 15 x 8 m.
Foi descoberto em 1978 quando uma equipa dinamarquesa de exploração dirigida por Uffe Petersen aterrou em Kaffeklubben para confirmar que se localizava verdadeiramente a norte da ponta da Gronelândia. Confirmado o feito, um membro da equipa assinalou um lugar escuro a norte, o qual se veio a descobrir tratar-se de um banco de saibro, sendo chamado Oodaaq em honra ao esquimó que acompanhou Robert Peary na sua viagem histórica ao Polo Norte.